# Општина Ванжулец (Мехединци)
Ванжулец (рум. Vânjuleţ) општина је у Румунији у округу Мехединци.
Oпштина се налази на надморској висини од 86 m.